# Klockarbo (naturreservat)
Klockarbo är ett naturreservat i Skinnskattebergs kommun i Västmanlands län.
Området är naturskyddat sedan 1974 och är 49 hektar stort. Reservatet består av betesmarker och åkrar och en mindre strandkant mot Hedströmmen. 